# Euphorbia daviesii
Euphorbia daviesii là một loài thực vật có hoa trong họ Đại kích. Loài này được E.A.Bruce mô tả khoa học đầu tiên năm 1940.